# 寶貝龍世界系列
寶貝龍世界是由动视公司发行，標榜「讓玩具進入生活」的電子遊戲系列。該系列遊戲是透過放置角色玩偶到力量之門（Portal of Power）上，呼叫出寶貝龍世界中對應的角色進行遊戲。系列首部游戏于2011年推出。
一些原本在小龙斯派罗系列登場的角色如小龙斯派罗和Cynder等，也被收錄在寶貝龍世界遊戲中。

## 故事設定
遊戲的故事設定在一個叫skyland世界，世界中充滿了漂浮的魔法島嶼，由於它位於宇宙的中心，而不斷的被黑暗勢力所入侵。幸運的是，有一群叫Skylanders的英雄，他們使用魔法武器和設備抵禦各種威脅，已經世世代代保衛他們的世界。他們一邊與門之大師(玩家)合作保護光之核心，一邊對抗黑暗勢力。每個Skylander的英雄都帶有一種屬性元素，分別是土、風、火、水、魔法、科技、生命、死亡、光與暗。主要劇情是操縱英雄們，對抗以卡歐斯（Kaos）為首的黑暗勢力，以防止他們統治整個skyland世界。
每個遊戲的家用機版本有著一樣故事情節，而任天堂3DS版本遵循不同於家用機版不同的故事。

## 主要作品
- 《寶貝龍冒險（英语：Skylanders: Spyro's Adventure）》（2011）
- 《寶貝巨龍（英语：Skylanders: Giants）》（2012）
- 《交換力量（英语：Skylanders: Swap Force）》（2013）
- 《陷阱隊（英语：Skylanders: Trap Team）》（2014）
- 《超級增壓器（英语：Skylanders: SuperChargers）》（2015）
- 《想像者（英语：Skylanders: Imaginators）》（2016）

## 衍伸作品
以下是動視公司發表在行動裝置上的衍伸作品，共有六款
- Skylanders: Cloud Patrol
- Skylanders: Battlegrounds
- Skylanders: Lost Islands
- Skylanders Collection Vault
- Skylanders: SuperChargers Racing
- Skylanders: Battlecast

## 人物
除了基本人物之外，還有一些變形或獨家販售的角色，如第一代的 "Dark Spyro"、第二代的"Punch Pop Fizz"版是出在任天堂3DS版的限定角色：而"legendary"的變形是美國玩具反斗城限定販售，"Nitro"的變形則由美國Target限定販售，這些角色在遊戲中和正常版的角色只有外观差異而已。

## 外部連結
- 官方网站